# Конлан, Майкл
Майкл Джон Конлан (ирл. Michael John Conlan; 19 ноября 1991, Белфаст, Северная Ирландия) — ирландский боксёр-профессионал, выступающий в легчайшей, во второй легчайшей и полулёгкой весовых категориях. Бронзовый призёр Олимпийских игр (2012), четвертьфиналист Олимпийских игр (2016), чемпион мира (2015) и чемпион Европы (2015), серебряный призёр чемпионата Европы (2013), чемпион Игр Содружества (2014), многократный победитель национального первенства в любителях.
Среди профессионалов бывший временный чемпион мира по версии WBA (2021—2022), чемпион по версии WBO Inter-Continental (2018—2020) в полулёгком весе. И бывший чемпион по версии WBO Inter-Continental (2021—2022) во 2-м легчайшем весе.

## Биография
Майкл Конлан родился 19 ноября 1991 года в Белфасте, Северная Ирландия.
Его старший брат — Джейми Конлан (род. 1986) по прозвищу «Мексиканец» — также является боксёром, и уже с 2009 года выступает на профессиональном уровне.

## Любительская карьера
В детстве вместе со старшим братом Джейми начал активно заниматься боксом, причём первое время тренировался под руководством собственного отца Джона. Позже продолжил подготовку в местном боксёрском клубе имени святого Иоанна Боско, уже в возрасте одиннадцати лет выиграл юниорское первенство провинции Ольстер.
В 2010 году впервые пробился в основной состав национальной сборной и съездил на Игры Содружества в Дели, где, тем не менее, проиграл в первом же своём матче. Год спустя стал чемпионом Ирландии в наилегчайшем весе, побывал на чемпионате Европы в Анкаре и на чемпионате мира в Баку, но в обоих случаях вышел из борьбы на стадиях четвертьфиналов, не сумев попасть в число призёров.

### Олимпийские игры 2012 года
В 2012 году Конлан во второй раз выиграл национальное первенство и благодаря череде удачных выступлений удостоился права защищать честь страны на Олимпийских играх в Лондоне.
И на стадии полуфиналов со счётом 10:20 уступил будущему олимпийскому чемпиону кубинцу Робейси Рамиресу и получил, таким образом, бронзовую медаль.
В 2013 году на чемпионате Европы в Минске дошёл до финала, однако в решающем матче проиграл валлийцу Эндрю Селби.

### Олимпийские игры 2016 года
В августе 2016 года на Олимпийских играх в Рио-де-Жанейро, в 1/8 финала соревнований он по очкам победил опытного боксёра из Армении Арама Авагяна, но затем в четвертьфинале, в очень конкурентном бою он спорно по очкам проиграл россиянину Владимиру Никитину.
Регулярно в течение нескольких сезонов принимал участие в матчах полупрофессиональной лиги «Всемирная серия бокса».

## Профессиональная карьера
17 марта 2017 года Майкл дебютировал на профессиональном ринге, проведя свой первый бой в Нью-Йорке, где досрочно победил техническим нокаутом в 3-м раунде американца Тима Ибарра (4-4).
14 декабря 2019 года в Нью-Йорке (США) единогласным решением судей (счёт: 100-90, 99-91, 98-92) победил опытного россиянина Владимира Никитина (3-0), и защитил титул чемпиона по версии WBO Inter-Continental (3-я защита Конлана) в полулёгком весе.

## Статистика профессиональных боёв
В таблице перечислены результаты всех поединков боксёров.
В каждой строке указан результат поединка. Дополнительно номер поединка обозначен цветом, который обозначает итог поединка. Расшифровка обозначений и цветов представлена в нижеследующей таблице.
| Пример | Расшифровка                     |
| ------ | ------------------------------- |
|        | Победа                          |
|        | Ничья                           |
|        | Поражение                       |
|        | Планируемый поединок            |
|        | Поединок признан несостоявшимся |
| КО     | Нокаут                          |
| ТКО    | Технический нокаут              |
| PTS    | Решение судей (по очкам)        |
| UD     | Единогласное решение судей      |
| MD     | Решение большинства судей       |
| SD     | Раздельное решение судей        |
| RTD    | Отказ от продолжения боя        |
| DQ     | Дисквалификация                 |
| NC     | Поединок признан несостоявшимся |

| 20 поединков, 18 побед (9 нокаутом), 2 поражение. | 20 поединков, 18 побед (9 нокаутом), 2 поражение. | 20 поединков, 18 побед (9 нокаутом), 2 поражение. | 20 поединков, 18 побед (9 нокаутом), 2 поражение. | 20 поединков, 18 побед (9 нокаутом), 2 поражение.     | 20 поединков, 18 побед (9 нокаутом), 2 поражение. | 20 поединков, 18 побед (9 нокаутом), 2 поражение.                                                                          |
| Бой                                               | Рекорд                                            | Дата боя                                          | Соперник                                          | Место проведения боя                                  | Результат                                         | Дополнительно |
| ------------------------------------------------- | ------------------------------------------------- | ------------------------------------------------- | ------------------------------------------------- | ----------------------------------------------------- | ------------------------------------------------- | --- |
| 21                                                |                                                   | 2 декабря 2024                                    | Джордан Гилл (27-2-1)                             | SSA арена, Белфаст, Северная Ирландия, Великобритания | (12)                                              | |
| 20                                                | 18-2                                              | 27 мая 2023                                       | Луис Альберто Лопес (27-2-0)                      | SSA арена, Белфаст, Северная Ирландия, Великобритания | TKO 5 (12), 1:14                                  | Бой за титул чемпиона мира по версии IBF (1-я защита Лопеса) в полулегком весе.                                            |
| 19                                                | 18-1                                              | 10 декабря 2022                                   | Карим Гёрфи (31-6-0)                              | SSA арена, Белфаст, Северная Ирландия, Великобритания | TKO 1 (12), 2:34                                  | |
| 18                                                | 17-1                                              | 6 августа 2022                                    | Мигель Марриана (30-5-0)                          | SSA арена, Белфаст, Северная Ирландия, Великобритания | UD 12                                             | Счёт: 99-88, 99-88, 99-89.                                                                                                 |
| 17                                                | 16-1                                              | 12 марта 2022                                     | Ли Вуд (25-2-0)                                   | Motorpoint Arena, Ноттингем, Англия, Великобритания   | TKO 12 (12), 1:25                                 | Бой за титул временного чемпиона WBA                                                                                       |
| 16                                                | 16-0                                              | 6 августа 2021                                    | Ти Джей Дохени (22-2-0)                           | Белфаст, Северная Ирландия, Великобритания            | UD 12                                             | Счёт: 119-108, 116-111, 116-111. Завоевал титул временного чемпиона WBA                                                    |
| 15                                                | 15-0                                              | 30 апреля 2021                                    | Ионут Балута (22-2-0)                             | Йорк-холл, Лондон, Англия, Великобритания             | MD 12                                             | Счёт: 114-114, 115-114, 117-112.                                                                                           |
| 14                                                | 14-0                                              | 15 августа 2020 года                              | Софьян Такушт (35-4-1)                            | Йорк-холл, Лондон, Англия, Великобритания             | TKO 10 (10), 1:54                                 | |
| 13                                                | 13-0                                              | 14 декабря 2019                                   | Владимир Никитин (3-0)                            | Мэдисон-сквер-гарден, Нью-Йорк, США                   | UD 10                                             | Счёт: 100-90, 99-91, 98-92. Защитил титул чемпиона по версии WBO Inter-Continental (3-я защита Конлана) в полулёгком весе. |
| 12                                                | 12-0                                              | 3 августа 2019                                    | Диего Альберто Руис (21-2)                        | Белфаст, Северная Ирландия, Великобритания            | TKO 9 (10), 1:34                                  | Защитил титул чемпиона по версии WBO Inter-Continental (2-я защита Конлана) в полулёгком весе.                             |
| 11                                                | 11-0                                              | 17 марта 2019                                     | Рубен Гарсия Эрнандес (24-3-2)                    | Мэдисон-сквер-гарден, Нью-Йорк, США                   | UD 10                                             | Счёт: 100-90 (трижды). Защитил титула чемпиона по версии WBO Inter-Continental (1-я защита Конлана) в полулёгком весе.     |
| 10                                                | 10-0                                              | 22 декабря 2018                                   | Джейсон Каннингем (24-5)                          | Манчестер Арена, Манчестер, Великобритания            | UD 10                                             | Счёт: 98-92, 97-92 (дважды). Завоевал вакантный титул интерконтинентального чемпиона WBO в полулёгком весе.                |
| 9                                                 | 9-0                                               | 20 октября 2018                                   | Никола Чиполлетта (14-6-2)                        | Park Theater, Лас-Вегас, США                          | TKO 7 (8)                                         | |
| 8                                                 | 8-0                                               | 30 июня 2018                                      | Адеилсон Дос Сантос (19-4)                        | SSE Arena, Белфаст, Северная Ирландия, Великобритания | PTS 8                                             | Счёт: 79-73. |
| 7                                                 | 7-0                                               | 12 мая 2018                                       | Ибон Ларринага (10-1)                             | Мэдисон-сквер-гарден, Нью-Йорк, США                   | UD 8                                              | Счёт: 80-72, 80-72, 80-72.                                                                                                 |
| 6                                                 | 6-0                                               | 17 марта 2018                                     | Давид Берна (15-2)                                | Мэдисон-сквер-гарден, Нью-Йорк, США                   | TKO 2 (8), 1:00                                   | |
| 5                                                 | 5-0                                               | 9 декабря 2017                                    | Луис Фернандо Молина (7-3-1)                      | Мэдисон-сквер-гарден, Нью-Йорк, США                   | UD 6                                              | Счёт: 60-54, 60-54, 60-54.                                                                                                 |
| 4                                                 | 4-0                                               | 22 сентября 2017                                  | Кенни Гусман (3-0)                                | Тусон, Аризона, США                                   | TKO 2 (6), 2:59                                   | Гусман в нокдауне во 2-м раунде.                                                                                           |
| 3                                                 | 3-0                                               | 2 июля 2017                                       | Джарретт Оуэн (5-4-3)                             | Suncorp Stadium, Брисбен, Австралия                   | TKO 3 (6)                                         | Счёт: 20-18, 20-18, 20-18.                                                                                                 |
| 2                                                 | 2-0                                               | 26 мая 2017                                       | Хосе Альфредо Флорес Чанес (4-4)                  | UIC Pavilion, Чикаго, США                             | TKO 3 (6)                                         | |
| 1                                                 | 1-0                                               | 17 марта 2017                                     | Тим Ибарра (4-4)                                  | Мэдисон-сквер-гарден, Нью-Йорк, США                   | TKO 3 (6)                                         | |
| Бой                                               | Рекорд                                            | Дата боя                                          | Соперник                                          | Место проведения боя                                  | Результат                                         | Дополнительно |